# Leichtathletik-Weltmeisterschaften 2013/Teilnehmer (Indien)
| Gelbes Symbol für Goldmedaillen mit stilisierten Olympischen Ringen | Graues Symbol für Silbermedaillen mit stilisierten Olympischen Ringen | Braundes Symbol für Bronzemedaillen mit stilisierten Olympischen Ringen |
| ------------------------------------------------------------------- | --------------------------------------------------------------------- | ----------------------------------------------------------------------- |
| —                                                                   | —                                                                     | —                                                                       |

Der Leichtathletik-Verband Indiens stellte fünfzehn Teilnehmer bei den Leichtathletik-Weltmeisterschaften 2013 in der russischen Hauptstadt Moskau.

## Ergebnisse

### Männer

#### Laufdisziplinen
| Athlet               | Disziplin   | Vorlauf | Vorlauf | Halbfinale | Halbfinale | Finale    | Finale |
| Athlet               | Disziplin   | Zeit    | Platz   | Zeit       | Platz      | Zeit      | Platz  |
| -------------------- | ----------- | ------- | ------- | ---------- | ---------- | --------- | ------ |
| Irfan Kolothum Thodi | 20 km Gehen |         |         |            |            | DSQ       | DSQ    |
| Gurmeet Singh        | 20 km Gehen |         |         |            |            | 1:26:47 h | 33     |
| Chandan Singh        | 20 km Gehen |         |         |            |            | 1:26:51 h | 34     |
| Basanta Bahadur Rana | 50 km Gehen |         |         |            |            | 3:58:20 h | 33     |
| Sandeep Kumar        | 50 km Gehen |         |         |            |            | DSQ       | DSQ    |

#### Sprung/Wurf
| Athlet            | Disziplin  | Qualifikation | Qualifikation | Finale             | Finale             |
| Athlet            | Disziplin  | Weite         | Platz         | Weite              | Platz              |
| ----------------- | ---------- | ------------- | ------------- | ------------------ | ------------------ |
| Vikas Gowda       | Diskuswurf | 63,64 m       | 7             | 64,03 m            | 7                  |
| Renjith Maheswary | Dreisprung | 16,63 m       | 13            | nicht qualifiziert | nicht qualifiziert |

### Frauen

#### Laufdisziplinen
| Athletin                                                   | Disziplin        | Vorlauf     | Vorlauf | Halbfinale | Halbfinale | Finale             | Finale             |
| Athletin                                                   | Disziplin        | Zeit        | Platz   | Zeit       | Platz      | Zeit               | Platz              |
| ---------------------------------------------------------- | ---------------- | ----------- | ------- | ---------- | ---------- | ------------------ | ------------------ |
| Khushbir Kaur                                              | 20 km Gehen      |             |         |            |            | 1:34:28 h NR       | 39                 |
| Sudha Singh                                                | 3000 m Hindernis | 9:51,05 min | 23      |            |            | nicht qualifiziert | nicht qualifiziert |
| Nirmala Sheoran Tintu Lukka Anu Mariam Jose M. R. Poovamma | 4 × 400 m        | 3:38,81 min | 15      |            |            | nicht qualifiziert | nicht qualifiziert |